# Richard Golz
Richard Golz (ur. 5 czerwca 1968 w Berlinie) – niemiecki piłkarz grający na pozycji bramkarza.

## Kariera klubowa
Golz urodził się w Berlinie, a karierę piłkarską rozpoczął w juniorach tamtejszego Wacker 04 Berlin. Następnie trenował także w SC Tegel Berlin, a w 1985 roku trafił do Hamburger SV. W 1987 roku awansował do kadry pierwszej drużyny prowadzonej przez trenera Josipa Skoblara. W Bundeslidze zadebiutował 1 sierpnia 1987 w wygranym 5:2 domowym spotkaniu z FC Schalke 04. Następnie był jednak rezerwowym dla Heinza-Josefa Koitki i Mladena Praliji, a trener Willi Reimann postawił na niego dopiero w sezonie 1988/1989. Od tego czasu Golz był podstawowym bramkarzem HSV. W 1989 roku zajął 4. miejsce w Bundeslidze, a w 1991 i 1996 – 5., co było jego największymi sukcesami za czasów gry w HSV. W sezonie 1997/1998 Richard pełnił rolę rezerwowego dla Hansa-Jörga Butta i rozegrał tylko jedno spotkanie w lidze, a następnie odszedł z zespołu. W barwach HSV rozegrał 273 ligowe mecze.
Latem 1998 roku Golz odszedł do SC Freiburg. 15 sierpnia zaliczył swój debiut w barwach tego klubu, w wygranym 2:1 wyjazdowym meczu z VfL Bochum. O miejsce w bramce Freiburga wygrał rywalizację z dotychczasowym pierwszym golkiperem klubu, Timo Reusem. W sezonie 2001/2002 Freiburg z Golzem w bramce spadł do drugiej ligi, ale już po roku powrócił w szeregi niemieckiej ekstraklasy. W 2005 roku drużyna z Badenii-Wirtembergii ponownie została zdegradowana, a Golz stracił miejsce w składzie na rzecz Alexandra Walke. Ogółem w barwach Freiburga rozegrał 219 meczów.
W 2006 roku Golz przeszedł do Hannoveru 96, ale przez dwa lata nie zaliczył jednego spotkania ligowego i był dublerem Roberta Enke. W 2008 roku zakończył piłkarską karierę w wieku 40 lat.
| Sezon   | Klub         | Kraj   | Rozgrywki     | Mecze | Bramki |
| ------- | ------------ | ------ | ------------- | ----- | ------ |
| 1987/88 | Hamburger SV | Niemcy | Bundesliga    | 5     | 0      |
| 1988/89 | Hamburger SV | Niemcy | Bundesliga    | 22    | 0      |
| 1989/90 | Hamburger SV | Niemcy | Bundesliga    | 34    | 0      |
| 1990/91 | Hamburger SV | Niemcy | Bundesliga    | 33    | 0      |
| 1991/92 | Hamburger SV | Niemcy | Bundesliga    | 30    | 0      |
| 1992/93 | Hamburger SV | Niemcy | Bundesliga    | 32    | 0      |
| 1993/94 | Hamburger SV | Niemcy | Bundesliga    | 34    | 0      |
| 1994/95 | Hamburger SV | Niemcy | Bundesliga    | 27    | 0      |
| 1995/96 | Hamburger SV | Niemcy | Bundesliga    | 33    | 0      |
| 1996/97 | Hamburger SV | Niemcy | Bundesliga    | 32    | 0      |
| 1997/98 | Hamburger SV | Niemcy | Bundesliga    | 1     | 0      |
| 1998/99 | SC Freiburg  | Niemcy | Bundesliga    | 34    | 0      |
| 1999/00 | SC Freiburg  | Niemcy | Bundesliga    | 33    | 0      |
| 2000/01 | SC Freiburg  | Niemcy | Bundesliga    | 34    | 0      |
| 2001/02 | SC Freiburg  | Niemcy | Bundesliga    | 23    | 0      |
| 2002/03 | SC Freiburg  | Niemcy | 2. Bundesliga | 34    | 0      |
| 2003/04 | SC Freiburg  | Niemcy | Bundesliga    | 23    | 0      |
| 2004/05 | SC Freiburg  | Niemcy | Bundesliga    | 32    | 0      |
| 2005/06 | SC Freiburg  | Niemcy | 2. Bundesliga | 6     | 0      |
| 2006/07 | Hannover 96  | Niemcy | Bundesliga    | 0     | 0      |
| 2007/08 | Hannover 96  | Niemcy | Bundesliga    | 0     | 0      |